# Konzil von Clermont (535)
Das Konzil von Clermont kam am 8. November 535 in der Stadt zusammen, die heute Clermont-Ferrand heißt. Den Vorsitz hatte Honoratus von Bourges.

## Teilnehmer
Es fanden sich fünfzehn Bischöfe ein, unter ihnen Flavius von Reims, Nicetius von Trier, Domitian von Maastricht, Hesperius von Metz, Desideratur von Verdun und Grammatikus von Vindonissa.

## Entscheidungen
Beschlossen wurde unter anderem:
- Es ist den Bischöfen untersagt, private oder weltliche Angelegenheiten zum Gegenstand der Konzilsberatungen zu machen, bevor die Themen bearbeitet worden sind, die die Kirchendisziplin betreffen.
- Es ist Klerikern untersagt, sich bezüglich ihrer Streitigkeiten mit Bischöfen an Laien zu wenden.
- Exkommuniziert werden solche Bischöfe, die sich um die Gunst von Fürsten bemühen, um zum Bischofsamt zu gelangen, oder die veranlassen, dass gefälschte Wahldokumente unterzeichnet werden.

Das Konzil sprach sich mit Nachdruck gegen Eheschließungen zwischen Christen und Juden, Eheschließungen zwischen Verwandten sowie gegen das Fehlverhalten von Geistlichen aus.